# استر هوارد
استر هوارد (انگلیسی: Esther Howard; ۴ آوریل ۱۸۹۲ – ۸ مارس ۱۹۶۵) یک بازیگر اهل ایالات متحده آمریکا بود.
از فیلم‌ها یا برنامه‌های تلویزیونی که وی در آن نقش داشته‌است می‌توان به ترانه مرد لاغر، قهرمان، داستان پالم بیچ، هدف، سفرهای سولیوان، قاتل مادرزاد، ماجرا، در زنجیر، جستجو، صدای بلند و میانبر اشاره کرد.